# Postások gyöngye – Pat csodálatos karácsonya
A Postás Pat varázslatos karácsonya (eredeti címén Postman Pat Magic Christmas) brit: angol televíziós bábfilm, amely a Patrick, a postás című animációs tévéfilmsorozat karácsonyi külön kiadása. Az angol animációt Matt Palmer tervezte, Chris Taylor rendezte, a producere Chris Bowden. Magyarországon az M2 mutatta be.

## Ismertető
A főszereplő, Pat, aki egy szemüveges, postás a Greendale nevű falucskában. A faluban jól ismerik őt, kedvelik is, ami nem is meglepő, mert bárhová is megy, bárkinek is szállítja el a levelét, vagy pakkját, bárhol, bárkinek jó kedvet ad, és megnevetteti a falusi embereket.

## Magyar hangok
| Szereplő                    | Eredeti hang   | Magyar hang      |
| --------------------------- | -------------- | ---------------- |
| Patrick ''Pat'' Clifton     | Ken Barrie     | Galbenisz Tomasz |
| Télapó                      | Ken Barrie     | ?                |
| Theodore ''Ted'' Glen       | Ken Barrie     | Várday Zoltán    |
| Peter Timms tiszteletes     | Ken Barrie     | Pálfai Péter     |
| Jeffrey "Jeff'' Pringle     | Ken Barrie     | ?                |
| Jess                        | Melissa Sinden | eredeti hangján  |
| Sara Clifton                | Carole Boyd    | ?                |
| Mrs.Goggins                 | Carole Boyd    | ?                |
| Sarah Gilbertson            | Carole Boyd    | ?                |
| Charles ''Charlie'' Pringle | Carole Boyd    | ?                |
| Julian Clifton              | Janet James    | ?                |
| Lucy Shelby                 | Janet James    | ?                |
| William "Bill" Thompson     | Kulvinder Ghir | ?                |
| Thomas "Tom" Pottage        | Kulvinder Ghir | ?                |
| Ajay Bains                  | Kulvinder Ghir | Háda János       |
| Kate "Katy" Pottage         | Archie Panjabi | ?                |
| Nisha Bains                 | Archie Panjabi | ?                |
| Meera Bains                 | Archie Panjabi | ?                |

További magyar hangok: Dene Tamás, Sz. Nagy Ildikó, Borza Ákos, Kardos Lili, Kardos Bence, Ullmann Zsuzsa

## Érdekességek
Ez volt az első rész a sorozatban, amelyet nem John Cunliffe írt.
Ez volt az első karácsonyi témájú rész a sorozatban.